# Teodorico Estrabón
Teodorico Estrabón (en latín: Theodoricus Estrabo; m. 481) fue un líder militar tervingio que estuvo involucrado en la política del Imperio Bizantino durante los reinados de los emperadores León I el Tracio (457-474 r.), Zenón ( r. 474-475) / (476-491) y Basilisco (r. 475-476). Hijo de Triario, oficial bizantino, aparece por primera vez en 459, cuando recibe subsidios de los bizantinos. En 471, entra en conflicto con el imperio para vengar el asesinato del alano Aspar, con quien estaba emparentado, y por sus demandas, que no eran cumplidas por León I. El conflicto duró hasta 473, cuando León cedió a sus exigencias, nombrándolo Magister militum y reconociéndolo como un gobernante independiente de los godos de Tracia.
Con la muerte de León I en enero, Estrabón ayuda al general Basilisco contra el emperador Zenón recién nombrado. Bajo Basilisco, recibe muchos honores y la confirmación de su nombramiento como Magister militum, aunque luego entraría en conflicto con la figura imperial. En 479, tres años después del colapso de Basilisco y el ascenso de Zenón, Teodorico envía emisarios a Constantinopla en busca de la paz, pero sus ofertas son rechazadas y es duramente criticado y considerado enemigo público. La revuelta de Teodorico contra Zenón dura hasta 483. Con el fracaso de la embajada, se prepara para la guerra, pero pronto es persuadido para reanudar las negociaciones, logrando alcanzar varios beneficios del emperador.
En 479, Estrabón apoya al hijo del emperador de Occidente, Procopio Antemio, Marciano, que fomenta la insurrección contra Zenón, debido a la reclamación a la sucesión de Leoncia, esposa de Antemio y hermana de Ariadna, la emperatriz bizantina. Les concede refugio después de su derrota ante las tropas bizantinas, lo que lleva Zenón a revocar su nombramiento al puesto del magister militum. Esto llevó a Estrabón aliarse con Teodorico el Amalo (r. 474-526), y ambos comienzan a saquear Tracia. En 481, Estrabón celebra una invasión de Grecia, pero fallece en el transcurso de la expedición, al caer de su caballo sobre una lanza. Le sucedió en el mando su hijo Recítaco.